# Мочварна ливадска волухарица
Мочварна ливадска волухарица или ливадска волухарица је сисар из реда глодара и породице хрчкова (лат. Cricetidae). Најчешће је дужине око 10 cm, са кратким репом. То је један од најчешћих сисара у Европи, са распоном који се протеже од атлантске обале до Бајкалског језера. Ове волухарице се налазе у влажним травнатим стаништима, као што су шуме, мочваре или на обалама ријека. Иако праве плитке јазбине, обично граде гнијезда изнад земље. Они су важан извор хране за сове и неке друге предаторе, па се величина њихове популације на стаништима циклично мијења. Ливадске волухарице се плодно размножавају, углавном љети, али често током цијеле године, чак и под снијегом. Женке производе до седам легла годишње, сваки у просеку од четири до шест младих који су одбијени након око четрнаест дана. Краткорепа пољска волухарица је и широко распрострањена и уобичајена је и наведена је као "најмање забрињавајућа" од стране Међународне уније за заштиту природе.

## Опис
Мочварна ливадска волухарица је мали, тамно смеђи глодавац са кратким репом, који се разликује од блиско сродне обичне волухарице (Microtus arvalis) по тамнијој, дужој и длакавијој коси и по гушће длакавим ушима. Дужина главе и тијела варира између 8 и 13 центиметара 8 and 13 cm (3,1 and 5,1 in), а реп између 3 и 4 центиметра 3 and 4 cm (1,2 and 1,6 in). Тежина је 20 до 50 грама 20 to 50 g (0,71 to 1,76 oz). Глас је слаб, тихи шкрипи и такође емитује низ брбљавих звукова.

## Распрострањење
Мочварна ливадска волухарица има палеарктичку дистрибуцију. Његов опсег се протеже широм западне Европе и источно до Бајкалског језера у Сибиру и сјеверозападне Кине и сјеверно до Норвешке, Шведске и Финске. 
Врста је посебно заступљена у Евроазији: Андори, Аустрији, Белгији, Белорусији, Босни и Херцеговини, Данској, Естонији, Италији, Кини, Летонији, Литванији, Лихтенштајну, Луксембургу, Мађарској, Молдавији, Монголији, Немачкој, Норвешкој, Пољској, Португалу, Румунији, Русији, Словачкој, Словенији, Србији, Уједињеном Краљевству, Украјини, Финској, Француској, Холандији, Хрватској, Црној Гори, Чешкој, Швајцарској, Шведској и Шпанији.
Врста не настањује Исланд и прорјеђује се према југу према Средоземном мору. Раније одсутан, откривен је у Ирској 2022. године.

## Станиште
Мочварна ливадска волухарица има станиште на копну.
Налази се у низу станишта, укључујући ливаде, границе поља, плантаже, шумске ивице, пропланке, брдске вриштине, дине, мочваре, мочваре и обале ријека и преферира влажна подручја. Налази се на надморским висинама до око 1.700 метара 1.700 m (5.600 ft).

## Понашање
Мочварна ливадска волухарица је активнија дању од обичне волухарице. Ископава плитке јазбине близу површине земље, испод лишћа и под снијегом зими. Такође пролази кроз високу вегетацију, руте дуж којих може да се врати на сигурно ако опасност прети. Посебно су посвећене изоловању дефекације мјеста и често оставља мале гомиле исецканих трава стабљике у близини.
Мочварна ливадска волухарица је биљојед и храни се травама, биљем, коријенским гомољима, маховином и другом вегетацијом и гризе кору током зиме (не хибернира). Повремено једе бескичмењаке као што су ларве инсеката. [1 ] Међу биљкама које фаворизује су траве Agrostis spp. и Festuca rubra, столисник (Хајдучка трава), дјетелина (Trifolium spp.), маслачак (Taraxacum officinale) и љутићи (Ranunculus spp.). Волухарице бирају врсте са високом сварљивошћу гдје је то могуће и избјегавају неке уобичајене биљке међу којима живе, као што су чупава длака (Deschampsia cespitosa) и кипровина (Chamerion angustifolium). Животиње имају ниске резерве енергије и оне су у стању да их одрже само пет до четрнаест сати. Због ниске доступности хране зими, сушнија станишта нису у стању да одрже популацију од више од двије стотине животиња по хектару. Број волухарица се брзо шири доласком прољећа и бољом доступношћу хране.
Мочварна ливадска волухарице су важан дио исхране сова, а такође их плијене кестреле, друге сове, ласице, лисице и змије. Иако су веома бројни, они имају мали утицај на човјека, осим у годинама неке пошастви када могу проузроковати значајну штету на усјевима.

## Размножавање
Мочварне ливадске волухарице су индуковани овулатори. Мочварна ливадска волухарица се размножава током цијеле године, али сезона парења достиже врхунац у прољеће и љето. Гнијездо је направљено на или тек испод површине земље, често насред траве или шаша. Период трудноће је око три недјеље и до десетак младих се роди. Они брзо расту, сисају дванаест дана и напуштају гнијездо двадесет и један дан након рођења, достижући полну зрелост убрзо након тога. Као и обична волухарица, мочварна ливадска волухарица је подложна популацијским експлозијама када су услови адекватни. Женке поново затрудне убрзо након порођаја. Стопа трудноће је скоро 100% у касно прољеће, али пада током љета само да би се касније поново повећала. Смртност у гнијезду је око 20%, али може порасти на 50% усред љета када падне сварљивост залиха хране. Очекивани животни вијек је око две године, али је нижи за појединце рођене у прољеће него за оне рођене касније у току године.
Мужјаци мочварне ливадске волухарице одржавају територију, али женке само имају кућни опсег који се може преклапати са оним од сусједа. Након напуштања гнијезда, младе женске волухарице остају у или близу мајчиног домета, али млади мужјаци су присиљени да се разиђу због агресивности одраслих мужјака. Женке мочварне ливадске волухарице понекад спонтано крећу у временском размаку између одбијања једног легла и производње сљедећег, феномен типичан за ову врсту. Један од узрока великих промјена популације је такмичење у борби које долази у обзир када су најпожељније биљке хране мање доступне средином љета. У том тренутку величине легла могу пасти, стопе раста се успоравају, може доћи до повећане смртности младих у гнијезду, одрасли могу изгубити тежину, а неки могу умријети. Слична конкуренција може се јавити зими када доступност зелене твари не успе и наступи глад.

## Угроженост
Ова врста није угрожена, и наведена је као последња брига јер има широко распрострањење.

### Популациони тренд
Популација ове врсте је стабилна, судећи по доступним подацима.